# Spodoptera cilium
Spodoptera cilium är en fjärilsart som beskrevs av Achille Guenée 1852. Spodoptera cilium ingår i släktet Spodoptera och familjen nattflyn. Inga underarter finns listade i Catalogue of Life.